# Campeonato da Bélgica de Ciclismo Contrarrelógio
Oa Campeonatos da Bélgica de Ciclismo Contrarrelógio organizam-se anualmente desde o ano 1997 para determinar o campeão ciclista da Bélgica de cada ano, na modalidade.
Disputou-se ininterruptamente, a excepção do ano 1998.
O título outorga-se ao vencedor de uma única corrida, na modalidade de Contrarrelógio individual. O vencedor obtém o direito a vestir uma camisola com as cores da Bandeira da Bélgica até ao campeonato do ano seguinte, somente quando disputa provas Contrarrelógio.

## Palmarés

### Masculino

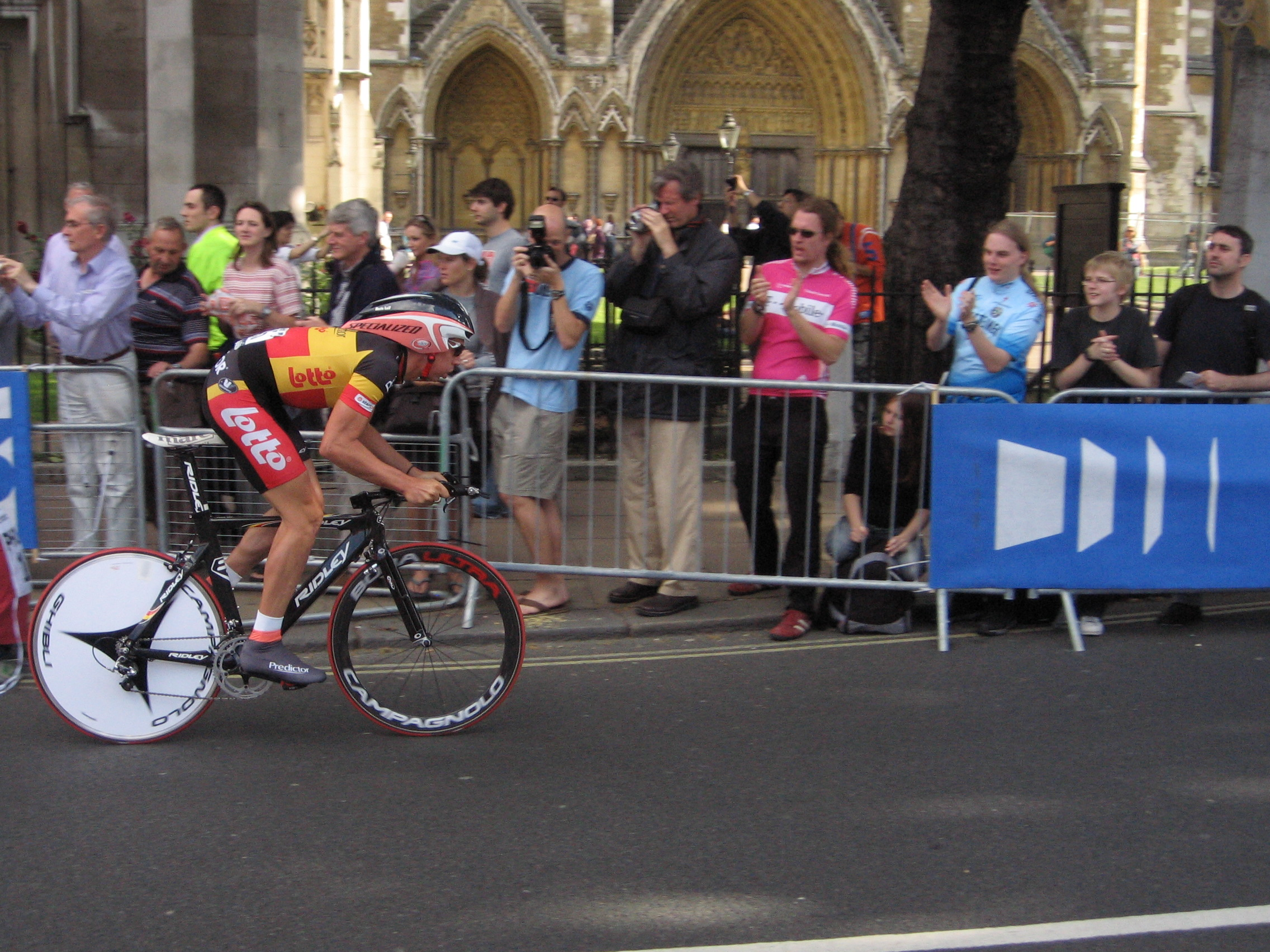
Leif Hoste com o maillot de campeão da Bélgica CRI

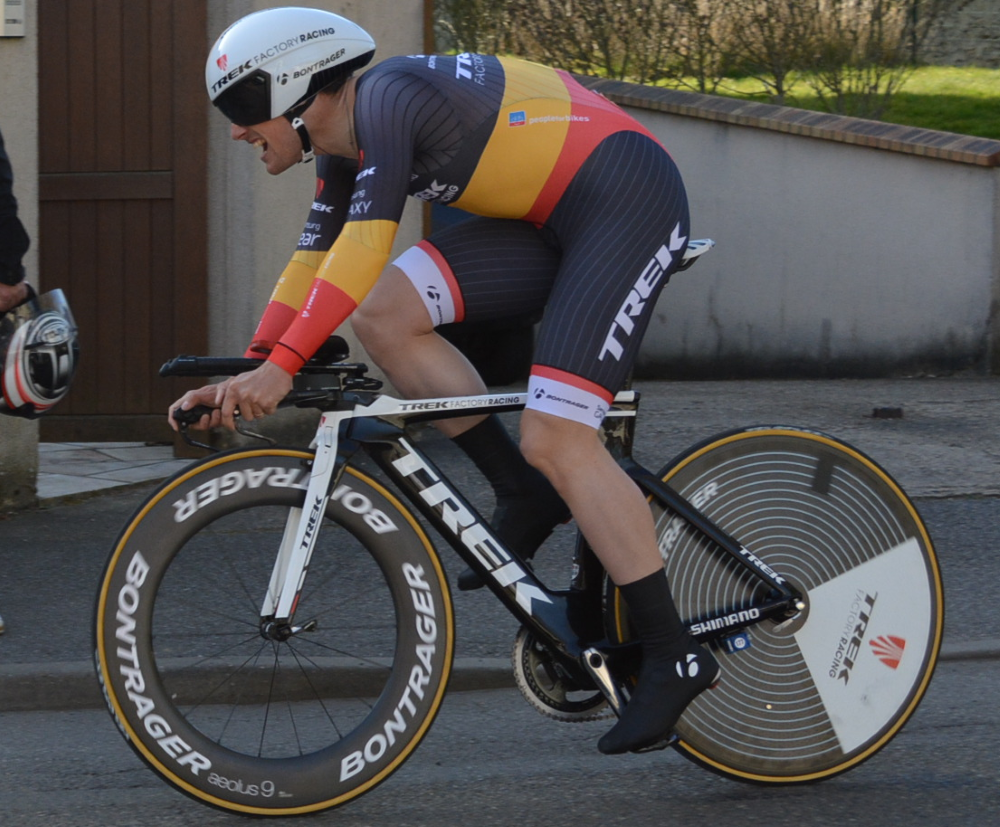
Kristof Vandewalle campeão em três ocasiões

| Ano  | Ganhador              | Segundo            | Terceiro              |
| 1997 | Marc Streel           | Johan Museeuw      | Bert Roesems          |
| 1999 | Marc Streel           | Bert Roesems       | Thierry Marichal      |
| 2000 | Rik Verbrugghe        | Marc Streel        | Leif Hoste            |
| 2001 | Leif Hoste            | Bert Roesems       | Glenn D´Hollander     |
| 2002 | Marc Wauters          | Bert Roesems       | Ludo Dierckxsens      |
| 2003 | Marc Wauters          | Leif Hoste         | Bert Roesems          |
| 2004 | Bert Roesems          | Marc Wauters       | Leif Hoste            |
| 2005 | Marc Wauters          | Bert Roesems       | Frank Vandenbroucke   |
| 2006 | Leif Hoste            | Bert Roesems       | Marc Wauters          |
| 2007 | Leif Hoste            | Philippe Gilbert   | Jurgen Van den Broeck |
| 2008 | Stijn Devolder        | Leif Hoste         | Dominique Cornu       |
| 2009 | Maxime Monfort        | Sébastien Rosseler | Dominique Cornu       |
| 2010 | Stijn Devolder        | Sébastien Rosseler | Leif Hoste            |
| 2011 | Philippe Gilbert      | Ben Hermans        | Dominique Cornu       |
| 2012 | Kristof Vandewalle    | Ben Hermans        | Philippe Gilbert      |
| 2013 | Kristof Vandewalle    | Philippe Gilbert   | Julien Vermote        |
| 2014 | Kristof Vandewalle    | Tim Wellens        | Pieter Serry          |
| 2015 | Jurgen Van den Broeck | Yves Lampaert      | Kristof Vandewalle    |
| 2016 | Victor Campenaerts    | Yves Lampaert      | Ben Hermans           |
| 2017 | Yves Lampaert         | Victor Campenaerts | Ben Hermans           |
| 2018 | Victor Campenaerts    | Thomas de Gendt    | Yves Lampaert         |
| 2019 | Wout van Aert         | Yves Lampaert      | Remco Evenepoel       |
| 2020 | Wout van Aert         | Victor Campenaerts | Frederik Frison       |
| 2021 | Yves Lampaert         | Remco Evenepoel    | Victor Campenaerts    |
| 2022 | Remco Evenepoel       | Yves Lampaert      | Victor Campenaerts    |

### Feminino
| Ano       | Ganhadora           | Segunda            | Terceira           |
| 1988      | Kristel Werckx      | Agnes Dusart       | Yolande Peeters    |
| 1989-1998 | Não celebrado       |                    |                    |
| 1999      | Heidi Van De Vijver | Els Decottenier    | Evy Van Damme      |
| 2000      | Heidi Van De Vijver | Natasha Maes       | Evy Van Damme      |
| 2001      | Heidi Van De Vijver | Ine Wannijn        | Cindy Pieters      |
| 2002      | Cindy Pieters       | Evy Van Damme      | Sharon Vandromme   |
| 2003-2004 | Não celebrado       |                    |                    |
| 2005      | Natasha Maes        | An Van Rie         | Ine Wannijn        |
| 2006      | An Van Rie          | Cindy Pieters      | Laure Werner       |
| 2007      | An Van Rie          | Ludivine Henrion   | Liesbet De Vocht   |
| 2008      | An Van Rie          | Liesbet De Vocht   | Kelly Druyts       |
| 2009      | Liesbet De Vocht    | Latoya Brulee      | Leiselot Decroix   |
| 2010      | Grace Verbeke       | Liesbet De Vocht   | Latoya Brulee      |
| 2011      | Liesbet De Vocht    | Grace Verbeke      | Ludivine Henrion   |
| 2012      | Liesbet De Vocht    | Sofie De Vuyst     | Ann-Sophie Duyck   |
| 2013      | Liesbet De Vocht    | Maaike Polspoel    | Annelies Dom       |
| 2014      | Ann-Sophie Duyck    | Liesbet De Vocht   | Maaike Polspoel    |
| 2015      | Ann-Sophie Duyck    | Jolien D'Hoore     | Sofie De Vuyst     |
| 2016      | Ann-Sophie Duyck    | Lotte Kopecky      | Isabelle Beckers   |
| 2017      | Ann-Sophie Duyck    | Isabelle Beckers   | Julie Van de Velde |
| 2018      | Ann-Sophie Duyck    | Lotte Kopecky      | Ellen Van Loy      |
| 2019      | Lotte Kopecky       | Jolien D'Hoore     | Annelies Dom       |
| 2020      | Lotte Kopecky       | Sara Van de Vel    | Julie Van de Velde |
| 2021      | Lotte Kopecky       | Julie Van de Velde | Julie de Wilde     |
| 2022      | Lotte Kopecky       | Shari Bossuyt      | Britt Knaven       |

## Estatísticas

### Mais vitórias
| Ciclista           | Vitórias | Anos              |
| ------------------ | -------- | ----------------- |
| Marc Wauters       | 3        | 2002, 2003 e 2005 |
| Leif Hoste         | 3        | 2001, 2006 e 2007 |
| Kristof Vandewalle | 3        | 2012, 2013 e 2014 |
| Marc Streel        | 2        | 1997 e 1999       |
| Stijn Devolder     | 2        | 2008 e 2010       |
| Victor Campenaerts | 2        | 2016 e 2018       |
| Yves Lampaert      | 2        | 2017 e 2021       |

| Ciclista            | Vitórias | Anos                          |
| ------------------- | -------- | ----------------------------- |
| Ann-Sophie Duyck    | 5        | 2014, 2015, 2016, 2017 e 2018 |
| Liesbet De Vocht    | 4        | 2009, 2011, 2012 e 2013       |
| Lotte Kopecky       | 4        | 2019, 2020, 2021 e 2022       |
| Heidi Van De Vijver | 3        | 1999, 2000 e 2001             |
| An Van Rie          | 3        | 2006, 2007 e 2008             |